# بخش سیمکان
بخش سیمکان یکی از بخش‌های شهرستان جهرم در استان فارس ایران است. مرکز بخش سیمکان شهر دوزه است که در فاصله ۱۳۰ کیلومتری جنوب شیراز  قرار گرفته است. مساحت این بخش ۱۰۴۴ کیلومتر مربع است. در گذشته سیمکان تاریخی گستردگی بیشتر داشته است که قسمتی از آن به بخش مرکزی جهرم و قسمتی دیگر به فیروزآباد و قیروکارزین افزوده شده است. روستای ارجویه پرجمعیت‌ترین روستای این بخش است.

## پیشنه نام
سیمکان از ترکیب دو "سم " و "کان" تشکیل شده‌ است. در تشریح چرایی این نام برخی معتقدند سیمکان به معنی منطقه سردسیری می‌باشد. چراکه واژه "سم" در زبان پهلوی به معنی سرما می‌باشد که در افعالُ کردن یا سوم زدن استفاده می‌شود.برخی دیگر آن را به عنوان سیم کان خوانده‌اند به معنی معدن نقره؛ چراکه در این منطقه تنگه ای بنام تنگ اسه «تنگسه» وجود دارد که معدن نقره می‌باشد. یکی دیگر از وجه‌های نام‌گزاری این بخش به سیمکان این بوده که این بخش از ۳۰ روستا (مکان) تشکیل شده‌است ،حال آنکه شمار روستاها بالای ۳۰ می‌باشد ،که شهر دوزه به عنوان مرکز آن‌ها معرفی شده‌است.  

## تقسیمات کشوری
- بخش سیمکان
  - دهستان پشت پر=  جرمشت بالا 
  - دهستان پل به بالا=  ارجویه 
  - دهستان پل به پائین=  شاغون

## جمعیت
جمعیت بخش سیمکان شهرستان جهرم در سال ۱۳۹۵ برابر با ۲۰۱۵۰ نفر بوده‌است.

## پیشینه تاریخی
ابن حوقل نیز کهک تاب خود را فاصلهٔ سال‌های ۳۶۷ تا ۳۳۱ ه‍.ق نوشته، ضمن تأیید ادعای فوق گفته است: «سیمکان [مکانی است] که روستایی دارد.»
صمکان . [ ص ِ ] (اِخ ) شهرکی است خوش و از عجایب دنیا است از بهر آنکه در میان این شهر رود می رود و پولی (پلی ) برآن رود است ، یک نیمه ٔ شهر که از اینجانب رود است برکوه نهاده ست و سردسیر است و رز انگور باشد بی اندازه ، چنانکه قیمتی نگیرد و آن را بعضی عصیر سازند و بعلاقه کنند و بعضی به دوشاب پزند و دیگر بجوشند و بسیکی کنند و سیکی عظیم باشد، چنانکه یکی را دو یا سه چندان آب بر باید نهادن تا توان خورد و سخت ارزان باشد و دیگر نیمه کی آن جانب رود است گرمسیر است و درختان خرما، ترنج و لیمو و مانند این باشد و در صمکان جامع و منبر است و مردم آنجا سلاح ور باشند. «به رجوع به نزهت القلوب شود.» لیسترنج دربلدان الخلافة الشرقیه این شهر را ذکر کرده ، ولی نام آنرا صیمکان ضبط کرده است. اصطخری نیز آنرا صیمکان نوشته و در فارسنامه ٔ ناصری نیز صمکان آمده . لیسترنج می افزاید که این شهر را امروز سیمکان گویند.

## سیمکان در فارسنامه ناصری
بلوک صیمکان : در اصل«سـیمکان» بود «سین» را بدلبه «صاد» نموده اند، ازگرمسیرات فارس است. درجانب جنوبی شیراز، درازي آن از «مانیان»تا «کوشک سر تنگ» ۸ فرسخ، پهناي آن از «اسفیان» تا «شلدان» ۵ فرسخ. محدود است ازجانب مشرق به بلوك جهرم و ازشمال به
بلوك خفر و میمند و از مغرب به نواحی بلوك اربعه و ازجانب جنوب به بلوك قیر وکارزین، هواي تابسـتانهاش گرم و زمسـتانش درکمال اعتدال،کشت و زرعش شلتوك، گندم و جو است.
صـمکان شـهرکی است خوش و از عجـایب دنیـاست از بهر آنکه در میان این شـهر رودي میرود و پلی بر آن رود اسـت. یک نیمه شهرکه از اینجانب رود است برکوه نهاده است وسردسیر است و رز انگور باشد، بی اندازه،چنانک قیمتی نگیرد و آن را بعضـی عصـیر سازندو به علاقه کنند و بعضی به دوشاب پزند و دیگر بجوشند و به سنگی کنند وسنگی عظیم باشد چنانکه یکی را دو یا سه چنـدان آب بر بایـد نهادن تا توان خورد وسـخت ارزان باشد و دیگر نیمه که آن جانب رود است گرمسـیر است و درختان خرما و ترنج و لیمو و مانند این باشد. سـالی که خوب شود کفـایت اهـل خود را نکنـد، بسـاتین گرمسـیري فراوان دارد، بیشتر درختش لیمو و نارنگی است بازار زمسـتانه شیراز را از فواکه خود آباد کند و بیشتر آبلیموي فارس که حمل اطراف شود از این بلوك است. آبش از چشـمه و رودخـانه. جلگـاء این بلوك بسـیار  تنگو ماننـد دره اي پر از تلو ماهور است، دراج در این بلوك بسـیار فراوان باشـد و ضابطی این بلوك از هفتاد هشـتاد سال پیش از این با میرزا محمـد علی بود و بعـد از وفات او ،خلف الصدقش حاجی میرزا محمـد قلی و ولـد الصـدقش حاجی میرزا عبـداالله خان که شـرح حال آنها در ذیل محله سـردزك شـیراز گـذشت متکفل امور ضابطی صیمکان هستند و القاب کد خدایان دهات این بلوك را «دهدار»گویند مانند دهدار محمد حسن و دهدار محبعلی. 
قصبه اینبلوك «دوزه» است به مسافت ۲۴ فرسخ از شیراز دور افتاده است و این بلوك مشتمل است بر ۳۸ قریه آباد: 
آب شیخ: فرسخی بیشتر در جنوب «دوزه» است. 
آرجو : ۱ فرسخ و نیم میانه شمال و مغرب «دوزه» است. اسفل: فرسخی کمترشمالی «دوزه» است.
اسفیان : ۲ فرسخ شمالی «دوزه» است.
آغان: ۲ فرسخ مشرقی «دوزه» است.
براق: ۳ فرسخ مشرقی «دوزه» است.
تیرکان: ۱ فرسخ و نیم شمالی «دوزه» است.جرمشت: ۲ فرسخ بیشتر شمال و مشرق «دوزه» است.
چشوان: ۲ فرسخ و نیم میانه جنوب و مشرق «دوزه» است.
دشت دال: ۲ فرسخ مشرقی «دوزه» است.
خراهه: ۳ فرسخ میانه جنوب و مشرق «دوزه» است.
دوزه: همان قصبه این بلوك است.
ده قانون: ۲ فرسخ مشرقی «دوزه» است.
ریکان: ۲ فرسخ کمتر جنوب «دوزه» است.
زاغ: ۱ فرسخ میانه جنوب و مشرق «دوزه» است.
زیغان: ۱ فرسخی جنوب «دوزه» است.
سار: نیم فرسخ مشرقی«دوزه» است.
سرقل آباد: ۳ فرسخ مشرقی «دوزه» است.
شاغان: ۲ فرسخ میانه جنوب و مشرق «دوزه» است.
شلدان: ۲ فرسخ بیشترجنوب «دوزه» است.
قبه: ۴ فرسخ مشرق «دوزه» است.
قلاتان: فرسخی کمتر مغربی «دوزه» است.
قم آباد: ۲ فرسخ مشرقی«دوزه» است.
کاکان : ۱ فرسخ میانه شمال و مغرب «دوزه» است.
کراته : ۲ فرسخ میانه شمال و مغرب «دوزه» است.
کشکو: نیم فرسخ مشرقی «دوزه» است.
گلاکلی: ۱ فرسخ و نیم میانه جنوب و مشرق «دوزه» است.
گنبد ترمه: ۱ فرسخ و نیم میانه شمال و مشرق«دوزه» است.
کنگان: فرسخی بیشتر مشرقی «دوزه» است.
گودزاغ: فرسخی کمتر مشرقی«دوزه» است.
کوشک سرتنگ: ۲ فرسخ و نیم مغربی«دوزه» است.
کوه مره صیمکان را «کوه نارو» گویند: چهار فرسخ مغربی «دوزه» است. باغ هاي انگور دیمی در این کوه معمور و آباد است.
مانیان: ۴ فرسخ میانه جنوب و مشرق «دوزه» است.
ماهیتا: ۱ فرسخ بیشتر میانه جنوب و مشرق «دوزه» است.
مدخون: ملک زرخرید مؤلف فارسنامه است.
مزگان: نیم فرسخ میانه شمال و مغرب «دوزه» است.
نوداد: به مسافت کمی مشرق «دوزه» است.
همنده: به مسافت کمی جنوب «دوزه» است.
یرگ: ۳ فرسخ بیشتر میانه جنوب و مشرق «دوزه» است.